# Elia Vincenzo Buzzi

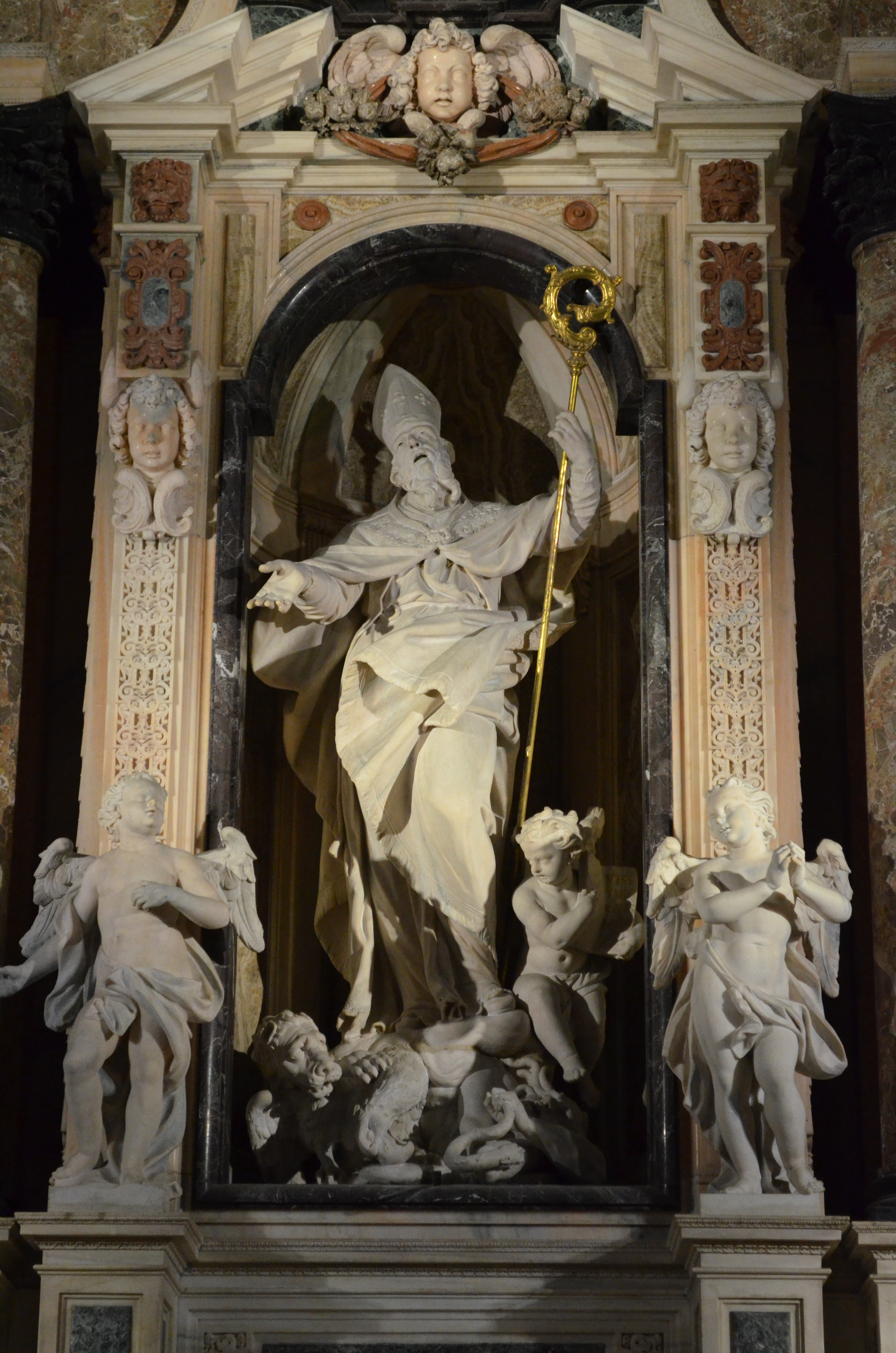
Milano, Duomo, Altare di S. Giovanni Bono

Elia Vincenzo Buzzi (Viggiù, 1º marzo 1708 – Viggiù, 11 giugno 1780) è stato uno scultore italiano.

## Biografia

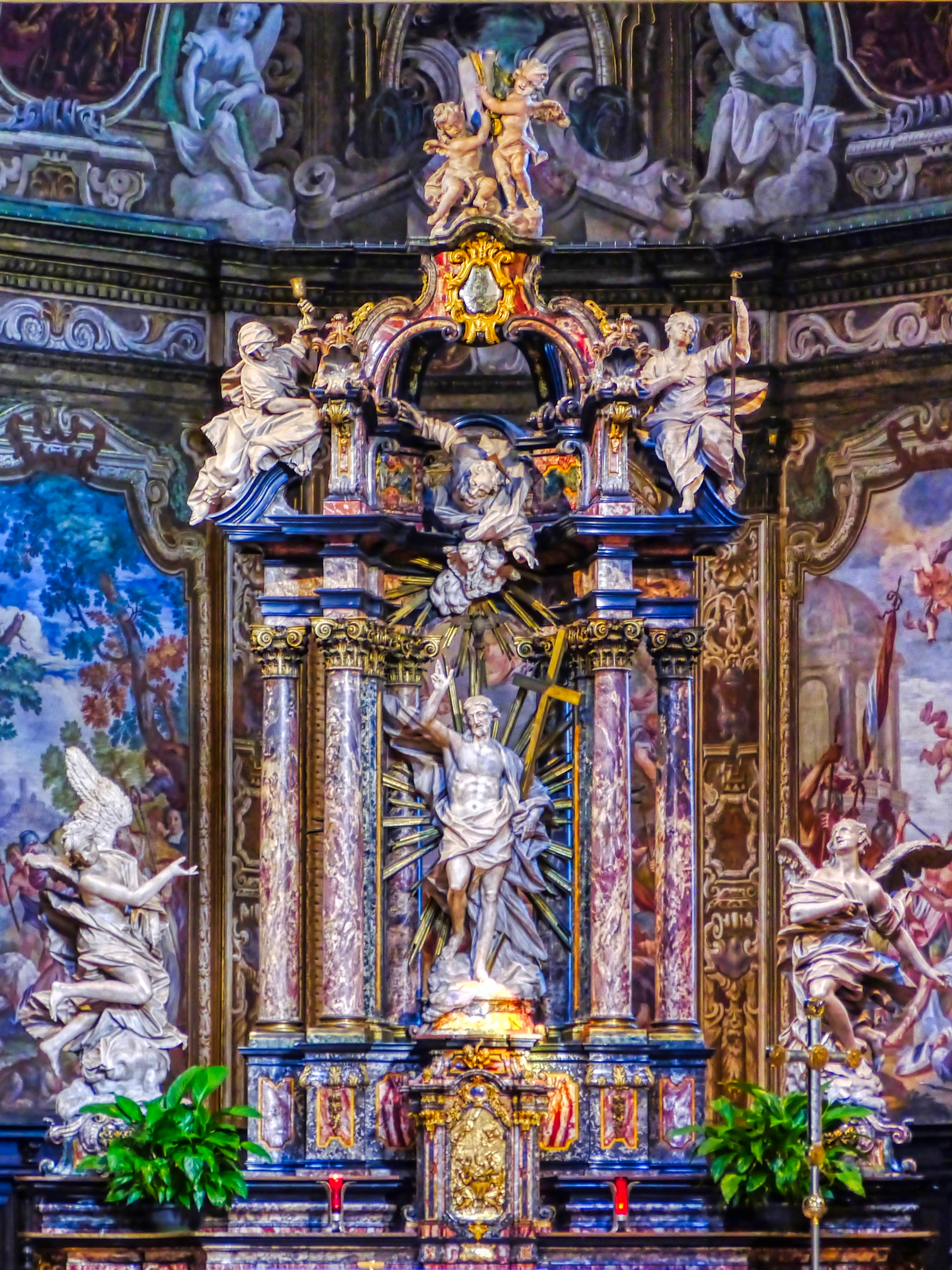
Basilica di San Vittore (Varese), altare Maggiore

Appartenente a famiglia di scultori, nacque a Viggiù nel 1708 e, appena ventenne, entrò, sotto la guida di Carlo Beretta e di Carlo Francesco Mellone, nella scuola presso la Veneranda fabbrica del Duomo di Milano. Entrato nel gruppo degli scultori della fabbrica nel 1729, lavorò nella bottega del fratello Giuseppe Maria e nella fabbrica della chiesa milanese di S. Maria alla Porta. Aperta nel 1741 una bottega propria, ultimò opere dello scultore F. Zarabatta e divenne protostatuario del Duomo (1753). Insieme con la famiglia lavorò in alcune chiese milanesi e dei dintorni e in particolare nella Chiesa di San Giuseppe (Milano).

## Opere

### Italia
Viggiù: Chiesa parrocchiale: altare del crocifisso e Altare di Sant'Antonio da Padova, Putti reggi sudario e angioletti
Varese: basilica di San Vittore, due angeli e figura del Cristo sull'altare maggiore;
Busto Arsizio (VA): Chiesa di San Giovanni Battista, Statue dell'altare maggiore;
Canzo (CO): Basilica di Santo Stefano, statue della Vergine, di sant'Antonio abate e di san Bernardo;
Milano: Duomo, altare Madonna dell'albero: statue della Vergine e due angeli laterali (transetto di sinistra); altare di San Giovanni Bono Statue di: San Giovanni Bono, diavolo e angelo custode (transetto di destra);
Museo del Duomo: bozzetti;
chiesa di San Giuseppe, altare maggiore, statua di san Giuseppe;
chiesa di San Vittore al Corpo, due angeli dell'altare maggiore;
Palazzo Sormani, statue sulla facciata interna;
Palazzo Litta, fastigio della facciata (attr.);
Monza (MB): Santa Maria al Carrobiolo, busto di San Paolo ingresso del collegio;
Morbegno (SO): collegiata di San Giovanni Battista, due angeli oranti ai lati dell'altare maggiore;
Grosio (SO), chiesa di San Giuseppe, angeli dell'altare maggiore;
Pavia: Duomo, cappella di Sant'Alessandro;

### Svizzera
Lugano: Chiesa di Sant'Antonio abate, altare maggiore (con i fratelli);
Bellinzona: Chiesa collegiata dei Santi Pietro e Stefano, altare;
Someo: Chiesa dei Santi Placido ed Eusebio, Statue Altare maggiore.